# Hiromu Arakawa
Hiromu Arakawa (荒川 弘, Arakawa Hiromu, 8 de maio de 1973) é uma mangaká japonesa nascida em Hokkaido. Seu mangá de renome, Fullmetal Alchemist, transformou-se num sucesso nacional e internacional, e posteriormente foi adaptado em duas séries de anime.
Ela muitas vezes retrata a si mesma como uma vaca de óculos, pois nasceu e foi criada em uma fazenda de gado leiteiro com três irmãs mais velhas e um irmão mais novo. Seu nome de nascimento é Hiromi (弘美). O primeiro caractere de seu nome é escrito de forma idêntica ao nome masculino Hiromu. Arakawa escolheu esse nome como seu pseudônimo.

## Biografia
Nascida em 8 de maio de 1973 em Hokkaido, Japão, Arakawa cresceu em uma fazenda junto com cinco irmãs. Arakawa pensava em ser uma mangaká "desde que era pequena", e durante seus anos de escola costumava desenhar em livros didáticos. Após concluir o ensino médio, ela teve aulas de pintura a óleo, uma vez por mês, durante sete anos, enquanto trabalhava na fazenda de sua família. Durante este período, ela também criou um mangá dojinshi junto de seus amigos e desenhou um yonkoma para uma revista.
Arakawa se mudou para Tóquio, no verão de 1999, e começou sua carreira na indústria do mangá como assistente de Hiroyuki Etō, autor de Mahojin Guru Guru. Sua própria carreira começou com a publicação de Stray Dog pela editora Square Enix na revista Monthly Shōnen Gangan, em 1999. Stray Dog venceu o nono Prêmio Enix Século XXI. Ela publicou um capítulo de Shanghai Yōmakikai na Monthly Shōnen Gangan em 2000. Em julho de 2001, Arakawa publicou o primeiro capítulo de Fullmetal Alchemist na mesma revista. A série abrange 108 capítulos, sendo o último publicado em julho de 2010, e a série foi compilada em 27 volumes. Quando o estúdio Bones adaptou-o numa série de anime, Arakawa ajudou-os no seu desenvolvimento. Mais tarde, no entanto, ela os deixou trabalhar sozinho na realização do roteiro a fim de que ambos mangá e anime teriam finais diferentes, e também para desenvolver ainda mais o mangá. A série ganhou o 49º Prêmio Shogakukan de Mangá na categoria shōnen em 2004. Quando a adaptação do segundo anime estava chegando ao fim, Arakawa apresentou ao diretor Yasuhiro Irie seus planos para o final do mangá, fazendo com que ambos terminassem em datas próximas.
Ela está atualmente vivendo em Tóquio e publicou mais três obras, Raiden 18, Sōten no Kōmori e Hero Tales. Arakawa tem colaborado com a criação de Hero Tales junto com o Studio Flag sob o nome de Huang Jin Zhou. Na adaptação do anime, Arakawa foi a responsável pelos desenhos dos personagens. Ela também desenhou a capa da edição japonesa do romance The Demon's Lexicon de Sarah Rees Brennan.
À data de abril de 2011, Arakawa começou uma nova série chamada "Silver Spoon", publicado pela editora Shogakukan na revista Weekly Shōnen Sunday.

## Trabalhos
- Stray Dog (1999)
- Shanghai Yōmakikai (上海妖魔鬼怪, lit. "Demônios Fantasmas de Xangai") (2000)
- Fullmetal Alchemist (鋼の錬金術師, Hagane no Renkinjutsushi, lit. "Alquimista de Aço") (2001–2010)
- Raiden 18 (2005)
- Sōten no Kōmori (蒼天の蝙蝠, lit. "Um Morcego no Céu Azul") (2006)
- Hero Tales (獣神演武, Jūshin Enbu) (2006–2010)[17]
- Hyakushō Kizoku (百姓貴族, lit. "Nobre Camponês") (2008)
- Silver Spoon (銀の匙, Gin no Saji) (2011-2019)
- Arslan Senki (アルスラーン戦記) (ilustradora) (2015-)

## Prêmios
- 1999: 9º Prêmio Enix Século XXI por Stray Dog[1]
- 2003: 49º Prêmio Shogakukan de Mangá, na categoria shōnen por Fullmetal Alchemist[10]
- 2011: 15º Prêmio Cultural Osamu Tezuka, categoria "Artista Revelação".[18]
- 2011: 42º Prêmio Seiun, categoria "Melhor Mangá de Ficção Científica"[19]
- 2012: 5º Prêmio Manga Taishō por Silver Spoon.[20]

## Influências
Arakawa afirma que Suihō Tagawa, autor de Norakuro, é a "base de [seu] estilo como artista". Ela também aprendeu composição artística durante seu tempo como assistente de Hiroyuki Etō. Também cita Rumiko Takahashi, Shigeru Mizuki e o mangá Kinnikuman de Yudetamago como influências e além disso, é fã do trabalho de Mike Mignola.